# La vie (Picasso)
La Vie (Het leven) is een schilderij van de Spaanse kunstschilder Pablo Picasso.
Het is uitgevoerd in olieverf op linnen en meet 196,5 × 128,5 cm. Het bevindt zich in de Cleveland Museum of Art in Cleveland. Picasso heeft het in voorjaar en/of zomer van 1903 vervaardigd in Barcelona.
Het is een schilderij uit Picasso's blauwe periode.

## Achtergrond
Op de Wereldtentoonstelling van 1900 in Parijs hing van de negentienjarige Picasso een schilderij genaamd: De laatste ogenblikken. Van dit schilderij is alleen nog een voorstudie over: Priester bezoekt stervende man uit 1899. Genoemd schilderij is de ondergrond voor het hier besproken schilderij: La vie (Het leven)!
In een voorstudie uit 1903, dat zich in het Picasso museum in Parijs bevindt, tekent hij zichzelf met Germaine Gargallo, de vrouw die zijn vriend Carlos Casagemas had afgewezen met een doek op de achtergrond met een elkaar omhelzend paar. Op dit schilderij echter schildert hij naast Germaine zijn vriend Carlos Casagemas, die op haar geschoten had en zelfmoord had gepleegd in 1901. Ook wijst Carlos met een vinger van zijn linkerhand naar de vrouw met het kind; voor Carlos een onbereikbaar doel, omdat hij impotent bleek te zijn. De vinger doet denken aan de plafondschildering van Michelangelo, waarin Adam van God het leven krijgt; echter, die vinger wijst naar omlaag, terwijl deze omhoog wijst. Tussen Carlos en de moeder met kind staat een schildering met een ineengedoken vrouw, die veel lijkt op de vrouw (geheel links) afgebeeld op een schilderij van Paul Gauguin met de titel Waar komen wij vandaan? Wie zijn wij? Waar gaan wij heen?.
Het lijkt erop dat Picasso met het schilderen van het leven over de dood heen de omgeving laat zien dat hij de dood van zijn zusje en de dood van zijn vriend Carlos heeft verwerkt. Hij kan weer verder met zijn leven.